# Egon Reinert
Hans Egon Reinert (* 24. September 1908 in Saarbrücken; † 23. April 1959 ebenda) war ein deutscher Jurist und Politiker (CDU).
Von 1957 bis 1959 war er Ministerpräsident des Saarlandes.

## Leben
Nach dem Abitur 1927 am Ludwigsgymnasium in Saarbrücken nahm Reinert ein Studium der Rechtswissenschaften an den Universitäten in Heidelberg, Bonn und Frankfurt am Main auf, das er 1933 mit dem ersten und 1937 mit dem zweiten juristischen Staatsexamen beendete. Anschließend trat er in den Verwaltungsdienst ein, arbeitete zunächst in der Finanzverwaltung und wurde später in der Innenverwaltung tätig. Er erhielt 1941 seine Zulassung als Rechtsanwalt und ließ sich beruflich in Saarbrücken nieder.
Reinert trat zum 1. Juni 1933 der NSDAP bei (Mitgliedsnummer 2.682.929). Er zählte 1952 zu den Gründern der damals illegalen CDU im Saarland (die Regierung Hoffmann wollte aus dem Saarland eine europäische Modellregion machen und verbot daher alle Parteien, die für die Rückkehr nach Deutschland eintraten) und wurde in den Landesvorstand der Partei gewählt. Beim Abstimmungswahlkampf 1955 trat er als vehementer Gegner des Saarstatuts auf und setzte sich massiv für den Anschluss des Saarlandes an die Bundesrepublik ein. Nach innerparteilichen Auseinandersetzungen wurde er am 19. Mai 1957 zum Landesvorsitzenden der CDU Saar gewählt. Dieses Amt, das später Franz-Josef Röder übernahm, übte er bis zu seinem Tode aus. Sein besonderes Verdienst besteht in der Einigung des christlichen Lagers im Saarland. Unter ihm wurde begonnen, die ehemaligen CVP-Mitglieder in die CDU zu integrieren.
Reinert wurde 1955 in den Saarländischen Landtag gewählt, dem er bis zu seinem Tode angehörte. Er wurde am 10. Januar 1956 in die von Ministerpräsident Hubert Ney geführte Regierung des Saarlandes berufen und übernahm hier die Leitung des Justiz- und des Kultusministeriums. Nach dem Bruch der Koalition und dem Rücktritt Neys, der sich aufgrund von Streitigkeiten innerhalb der Regierung zurückgezogen hatte, wählte der Landtag des Saarlandes in dessen dritter Legislaturperiode Reinert am 4. Juni 1957 zum neuen Ministerpräsidenten.
Er führte die „Heimatbundregierung“, bestehend aus CDU, SPD und DPS weiter und beendete damit die Regierungskrise. Nachdem Justizminister Ney sich geweigert hatte, sein Amt an den CVP-Politiker Ludwig Schnur abzutreten, löste Reinert die Landesregierung auf und bildete am 26. Februar 1959 ein neues Kabinett aus CDU, SPD und CVP. Schnur wurde in diesem Kabinett zum Minister für öffentliche Arbeiten und Wohnungsbau ernannt, während Reinert zusätzlich die Leitung des Justizministeriums übernahm. Nach seinem Tod wurde Röder zum neuen Ministerpräsidenten des Saarlandes gewählt.
Reinert, der zeit seines Lebens an den Folgen einer Kinderlähmung litt, geriet am 21. April 1959 in einen Verkehrsunfall. Dabei erlitt er schwere Verletzungen, denen er zwei Tage später erlag.
Nach Egon Reinert sind ein Haus und eine Straße in Saarbrücken sowie eine Straße in Hermeskeil (Rheinland-Pfalz) benannt.